# Saurauia calyptrata
Saurauia calyptrata är en tvåhjärtbladig växtart som beskrevs av Carl Karl Adolf Georg Lauterbach. Saurauia calyptrata ingår i släktet Saurauia och familjen Actinidiaceae. Inga underarter finns listade i Catalogue of Life.